# Dancing Crazy Tour
Dancing Crazy Tour foi uma turnê da cantora e compositora estadunidense Miranda Cosgrove. Excursionando pela América do Norte, os concertos serviram de apoio para o álbum Sparks Fly (2010). A turnê iniciou no estado de Missouri e encerrou em Ohio. Cosgrove continou a turnê durante o verão para promover o EP, High Maintenance. Diversos concertos foram realizados em festivais de músicas e feiras estaduais. A turnê foi encerrada antes do esperado em decorrência de um acidente sofrido por Miranda em seu ônibus de turnê, no qual a cantora quebrou o seu pulso. 
Sobre a turnê, Miranda disse:

"Eu costumava pensar que eu poderia ser apenas atriz, mas agora eu estou me inclinando para a música e, nossa, eu canto também. No começo eu realmente não pensava sobre que som seguir ou dava importância para isso. Eu estava apenas tentando descobrir o estilo de música que era realmente para mim e fazer as coisas do meu jeito. Mas agora minhas canções são sobre as experiências que passei, e quando eu estou cantando eles eu tento expressar tudo que sinto, por isso espero que a partir de agora a minha música reflita a mim".

## Setlist
1. "Leave It All to Me"
2. "About You Now"
3. "Disgusting"
4. "Just a Girl" (cover de No Doubt)
5. "Stay My Baby"
6. "There Will Be Tears"
7. "Hang 'Em High" (interlúdio instrumental)
8. "Brand New You"
9. "Dynamite" (cover de Taio Cruz)
10. "Bulletproof" (cover de La Roux)
11. "I Gotta Feeling" (cover de Black Eyed Peas)
12. "Shakespeare"
13. "Kissin' U"
14. "BAM"
15. "Sayonara"
16. "Dancing Crazy"

## Ato de abertura
- Greyson Chance (América do Norte)[2]

## Datas
| América do Norte — Parte 1 |                  |                |                                     |
| 24 de janeiro de 2011      | Kansas City      | Estados Unidos | Uptown Theater                      |
| 25 de janeiro de 2011      | Minneapolis      | Estados Unidos | State Theatre                       |
| 26 de janeiro de 2011      | Milwaukee        | Estados Unidos | Pabst Theater                       |
| 28 de janeiro de 2011      | Rosemont         | Estados Unidos | Rosemont Theatre                    |
| 29 de janeiro de 2011      | Indianapolis     | Estados Unidos | Murat Theatre                       |
| 30 de janeiro de 2011      | Cleveland        | Estados Unidos | State Theatre                       |
| 1º de fevereiro de 2011    | Detroit          | Estados Unidos | The Fillmore Detroit                |
| 2 de fevereiro de 2011     | Munhall          | Estados Unidos | Carnegie Library Music Hall         |
| 4 de fevereiro de 2011     | Wallingford      | Estados Unidos | Oakdale Theatre                     |
| 5 de fevereiro de 2011     | New York         | Estados Unidos | Beacon Theatre                      |
| 6 de fevereiro de 2011     | Glenside         | Estados Unidos | Keswick Theatre                     |
| 8 de fevereiro de 2011     | Montclair        | Estados Unidos | Wellmont Theatre                    |
| 9 de fevereiro de 2011     | North Bethesda   | Estados Unidos | Music Center at Strathmore          |
| 10 de fevereiro de 2011    | Lowell           | Estados Unidos | Lowell Memorial Auditorium          |
| 12 de fevereiro de 2011    | Montclair        | Estados Unidos | Wellmont Theatre                    |
| 13 de fevereiro de 2011    | Westbury         | Estados Unidos | NYCB Theatre at Westbury            |
| 15 de fevereiro de 2011    | Atlanta          | Estados Unidos | Center Stage Theater                |
| 16 de fevereiro de 2011    | Tampa            | Estados Unidos | Tampa Theatre                       |
| 17 de fevereiro de 2011    | Orlando          | Estados Unidos | Hard Rock Live                      |
| 19 de fevereiro de 2011    | Grand Prairie    | Estados Unidos | Verizon Theater at Grand Prairie    |
| 20 de fevereiro de 2011    | Houston          | Estados Unidos | House of Blues                      |
| 23 de fevereiro de 2011    | Tempe            | Estados Unidos | Marquee Theatre                     |
| 24 de fevereiro de 2011    | Anaheim          | Estados Unidos | House of Blues                      |
| 25 de fevereiro de 2011    | Los Angeles      | Estados Unidos | Club Nokia                          |
| América do Norte — Parte 2 |                  |                |                                     |
| 15 de julho de 2011        | Columbus         | Estados Unidos | Lifestyle Communities Pavilion      |
| 16 de julho de 2011        | Darien           | Estados Unidos | Lakeside Amphitheatre               |
| 17 de julho de 2011        | Hershey          | Estados Unidos | Hersheypark Amphitheatre            |
| 19 de julho de 2011        | Gilford          | Estados Unidos | Meadowbrook U.S. Cellular Pavilion  |
| 21 de julho de 2011        | Wantagh          | Estados Unidos | Mann Center for the Performing Arts |
| 22 de julho de 2011        | Filadélfia       | Estados Unidos | Hersheypark Amphitheatre            |
| 23 de julho de 2011        | Holmdel Township | Estados Unidos | PNC Bank Arts Center                |
| 25 de julho de 2011        | Viena            | Estados Unidos | Filene Center                       |
| 26 de julho de 2011        | Erie             | Estados Unidos | Warner Theatre                      |
| 27 de julho de 2011        | Harrington       | Estados Unidos | Wilmington Trust Grandstand         |
| 29 de julho de 2011        | Poughkeepsie     | Estados Unidos | Mid-Hudson Civic Center             |
| 30 de julho de 2011        | Williamsburg     | Estados Unidos | Royal Palace Theatre                |
| 31 de julho de 2011        | Williamsburg     | Estados Unidos | Royal Palace Theatre                |
| 2 de agosto de 2011        | Agawam           | Estados Unidos | River's Edge Picnic Grove           |
| 3 de agosto de 2011        | Cohasset         | Estados Unidos | South Shore Music Circus            |
| 4 de agosto de 2011        | Hyannis          | Estados Unidos | Cape Cod Melody Tent                |
| 6 de agosto de 2011        | Binghamton       | Estados Unidos | Otsiningo Park                      |
| 7 de agosto de 2011        | Bethlehem        | Estados Unidos | Sand Steels Stage at PNC Plaza      |
| 9 de agosto de 2011        | Gurnee           | Estados Unidos | Southwest Amphitheatre              |
| 10 de agosto de 2011       | Kettering        | Estados Unidos | Fraze Pavilion                      |